# IndiaMART
IndiaMART InterMESH Ltd. è una società informatica indiana attiva nell'ambito dell'e-commerce, che fornisce servizi di vendita B2C, B2B e da cliente a cliente tramite il suo portale web. Non è un operatore diretto, ma un intermediario commerciale che mette in contatto gli utenti iscritti con le imprese distributrici presenti nella propria directory, in base alle ricerche effettuate. Le transazioni sono gestite fra le parti, anche esternamente al sito Web.
Le attività iniziarono nel '96, quando Dinesh Agarwal e Brijesh Agrawal hanno fondato il sito Web IndiaMART.com, un portale business-to-business per collegare i produttori indiani agli acquirenti. La società ha sede a Noida, nell'Uttar Pradesh.
Durante il secondo mandato del governo Modi, IndiaMART è stata la prima azienda a testare il mercato IPO.

## Storia
IndiaMARt fu lanciato nel '96 dai cugini Dinesh Agarwal e Brijesh Agrawal, inizialmente concepita come una directory di siti Web rivolta agli abitanti della regione di Delhi-NCR. A quel tempo l'India aveva solo 15.000 utenti che potevano connettersi ad Internet. Tre anni più tardi, la directory aveva raggiunto i 1.000 iscritti.
Dopo aver superato la crisi delle dot-com statunitensi nel 2008, la società decise un riposizionamento di mercato dall'esportazioni estero al mercato B2B interno, che divenne il suo nuovo core-business. Contestualmente, raccolse un finanziamento da 10 milioni di dollari da parte di Intel Capital. 

A novembre del 2014, IndiaMART reclutò con l'attore cinematografico indiano Irrfan Khan come ambasciatore del marchio per le proprie campagne promozionali.
Secondo la società di consulenza KPMG, a partire dagli anni 2000 IndiaMART ha raggiunto una quota di mercato pari al 60% dell'e-commerce B2B, divenendo la più grande piattaforma online operante in tale segmanto di mercato. IndiaMART gestisce 97.000 categorie di prodotti, che spaziano dalla componentistica delle automobili, alle attrezzature mediche ai prodotti tessili, alle gru, provenienti da tutta l'India. I principali fornitori di IndiaMART sono: Agfa HealthCare India, Case New Holland Construction Equipment (India), Hilti India, JCB India e Nobel Hygiene.
Nel 2019, IndiaMART è stata la prima piattaforma di vendite online B2B a collocare le proprie quote azionarie nel libero mercato, divenendo pubblicamente contendibile. Dopo una serie di finanziamenti di venture capital con rating di classe A nel 2009 e di classe C nel 2016 (da Intel Capital, e in seguito da Amadeus Capital Partners e Quona Capital)., nel 2018 ha ricevuto l'autorizzazione della SEC indiana a raccogliere 88.24 milioni di dollari mediante l'offerta pubblica iniziale e la quotazione alla Borsa Nazionale dell'India e al Bombay Stock Exchange, completamente sottoscritte nei primi due giorni del collocamento.

## Direttivo
- Dinesh Agarwal - direttore operativo e amministrativo[25]
- Brijesh Kumar Agarwal - direttore a tempo pieno[26]
- Dhruv Prakash - direttore non esecutivo[27]
- Elizabeth Lucy Chapman - direttore non esecutivo indipendente[28]
- Mr. Vivek Narayan Gour - direttore non esecutivo indipendente[29]
- Rajesh Sawhney - direttore non esecutivo indipendente[30]

## Riconoscimenti
- 2008: Nominata nelle primi tre Emerging India Awards.[31]
- 2008: Red Herring 100 Asia Awards.[32]
- 2013: Manthan Award 2013 nella categoria dei migliori siti di acquisto con servizi finanziari e di e-business[33]
- 2017: GMASA; IndiaMART Bags Best Business App Award[34]
- 2018: ai Drivers of Digital Summit & Awards riconosciuta come migliore app per il settore business[35], migliore sito Internet[36], migliore applicazione online[35];
- 2019: India Law Awards per il team legale esperto di tecnologia, media e telecomunicazioni[37]
- 2019: menzione speciale al Video Media Awards and Summit[38]